# Basilique Notre-Dame de La Vang
La basilique Notre-Dame de La Vang est un édifice religieux catholique  sis à La Vang. (commune de Hai Phu), un village au centre du Viêt Nam, dans le district de Hai Lang (province de Quang Tri). Troisième édifice commémorant des apparitions mariales, l'église construite en 1921, et déclarée 'basilique' en 1962, fut détruite en 1972, durant la guerre du Vietnam par des bombardements américains. Le sanctuaire fut reconstruit en 2012.

## Historique

### Apparition mariale

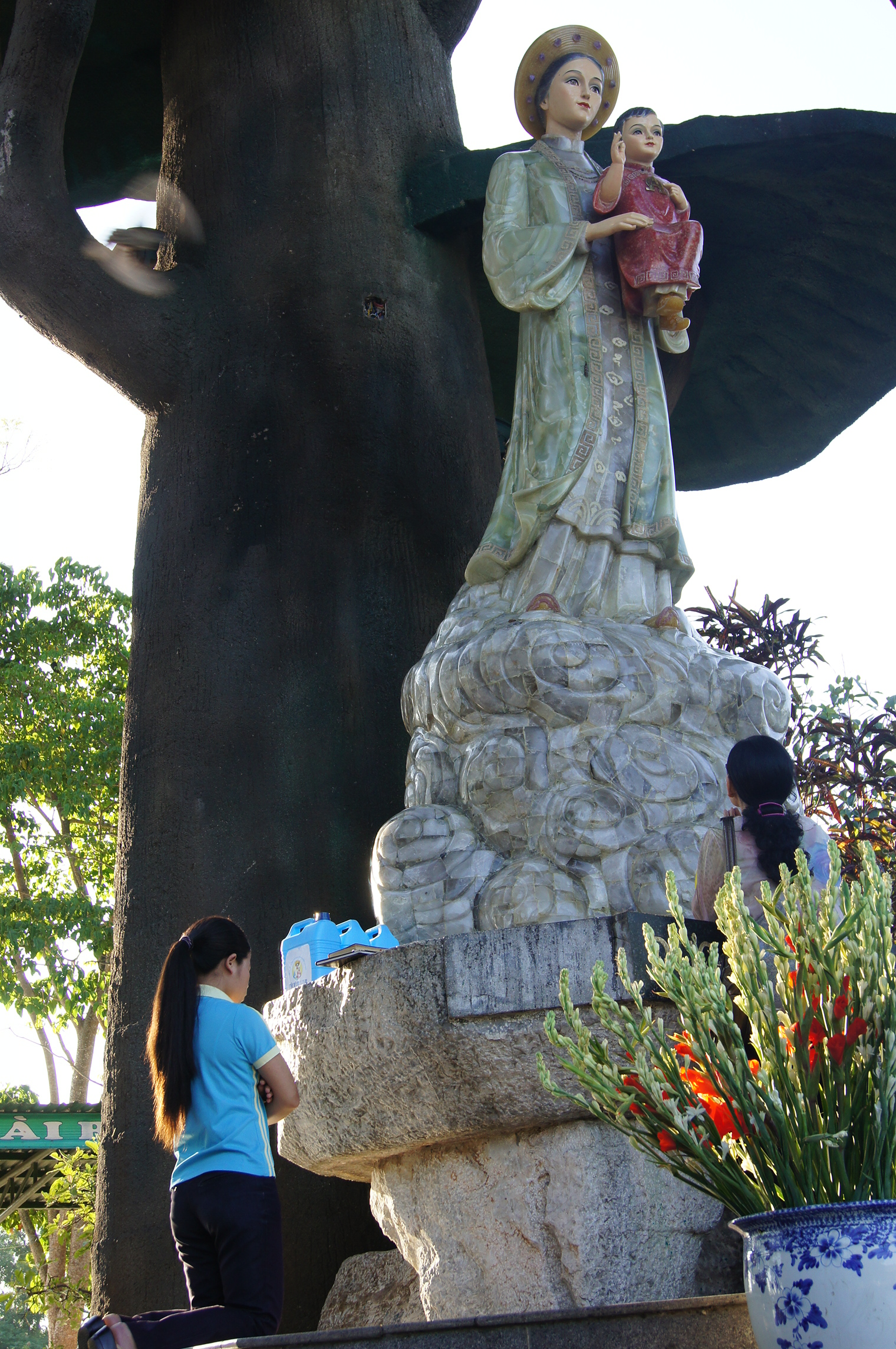
Statue de Notre-Dame de La Vang.

Dans l'ancien royaume d'Annam, l'empereur Cảnh Thịnh interdit le 17 août 1798 la religion catholique introduite par les missionnaires espagnols et français depuis plus d'un siècle, inaugurant ainsi une période de persécution contre les nouveaux chrétiens et ordonnant la destruction de tous les lieux de culte. Un groupe de paysans catholiques se réfugie dans la « forêt de la Pluie » à La Vang, dans les montagnes. Les chrétiens pourchassés se réunissent régulièrement pour prier le rosaire au pied d'un arbre de la forêt. Un soir de 1798, la Vierge Marie leur apparait vêtue de la traditionnelle áo dài avec l'Enfant Jésus dans les bras, et entourée de deux anges. Elle serait apparue à plusieurs reprises. Les paysans déclarent ensuite qu'elle leur avait conseillé de bouillir les feuilles des arbres environnants pour soigner les nombreux malades de leur groupe, et que désormais ils devaient se mettre sous sa protection.
Les paysans regagnent leurs villages en 1802, lorsque la persécution s'apaise. La rumeur de l'apparition mariale - avec conversions et guérisons - se répand dans l'Annam, occasionnant la visite de pèlerins: on offre de l'encens. Une première chapelle est construite en 1820.
Une dizaine d'années plus tard, une nouvelle vague de répression s'abat sur les chrétiens de la région, sous le règne de l'empereur Tự Đức. Cela dure jusqu'en 1885, comme en témoigne par exemple le martyre de saint Étienne-Théodore Cuenot et de ses compagnons en 1861, ainsi que ceux du Tonkin (avec saint Théophane Vénard). Trente martyrs annamites sont brûlés vifs à La Vang.

### Constructions

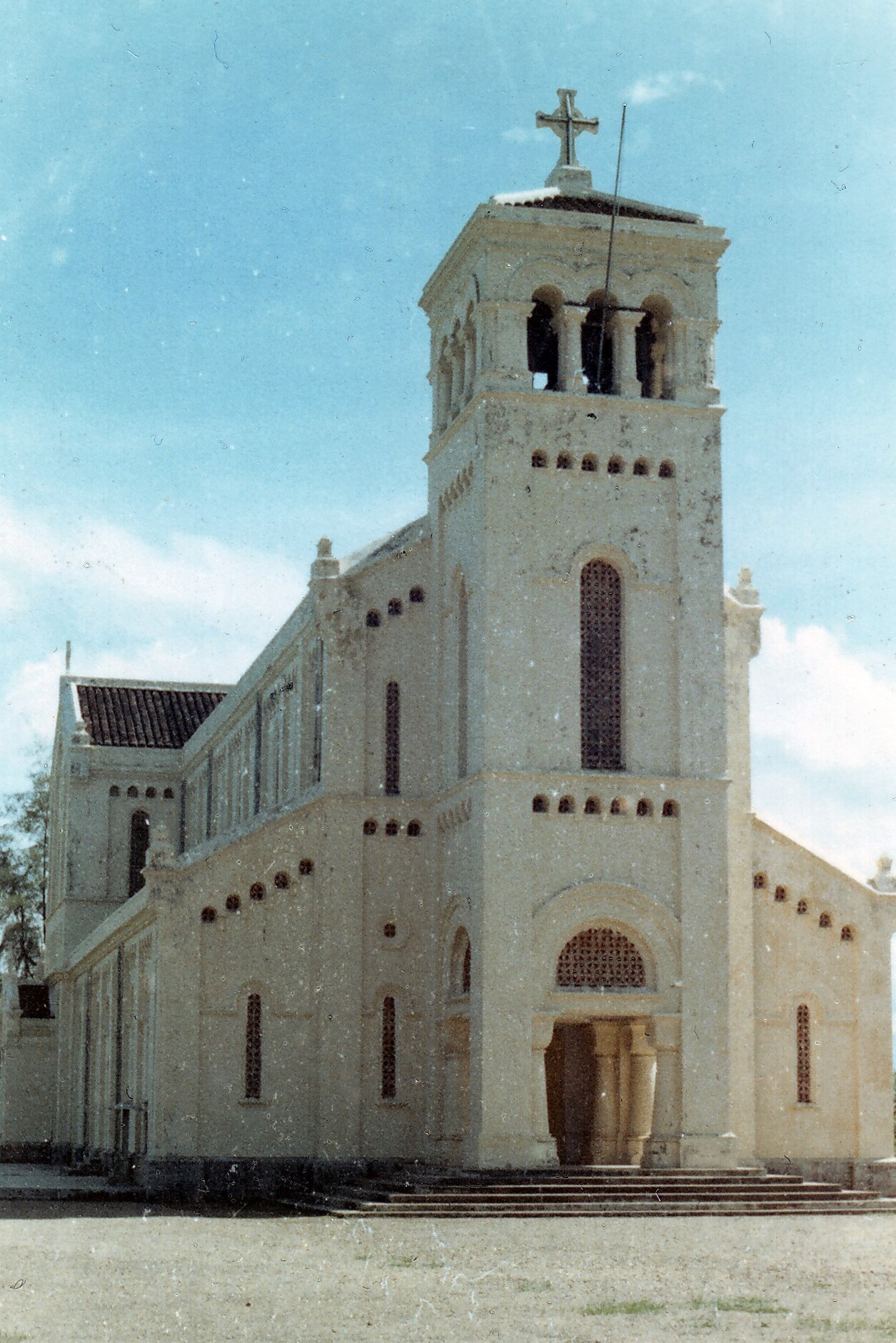
La basilique Notre-Dame de La Vang en 1967.

Une modeste chapelle est d'abord construite à partir de 1886 pour remplacer l'ancienne, détruite durant les persécutions de 1885. Bientôt une église est édifiée en 1901. Elle est consacrée par Louis Caspar sous le vocable de Notre-Dame-Secours-des-Chrétiens, devant douze mille fidèles. À cette occasion Notre-Dame de La Vang est déclarée 'protectrice des catholiques du Viet Nam'. François Lemasle, prêtre des Missions étrangères et futur vicaire apostolique, en est longtemps le gardien du sanctuaire. Elle est agrandie en 1928. Des pèlerinages nationaux s'y déroulent tous les trois ans. 
Après les accords de Genève de 1954 et la partition du Viêt Nam, la statue de Notre-Dame de La Vang, qui avait été mise en lieu sûr pendant la guerre d'Indochine, est replacée dans l'église le jour de la fête de l'Immaculée Conception, le 8 décembre 1954.
La conférence épiscopale des évêques du Sud Vietnam choisit l'église comme lieu de pèlerinage national à l'Immaculée Conception en avril 1961. Jean XXIII élève l'église au rang de basilique mineure, le 22 août 1961. 

### Destruction et renaissance

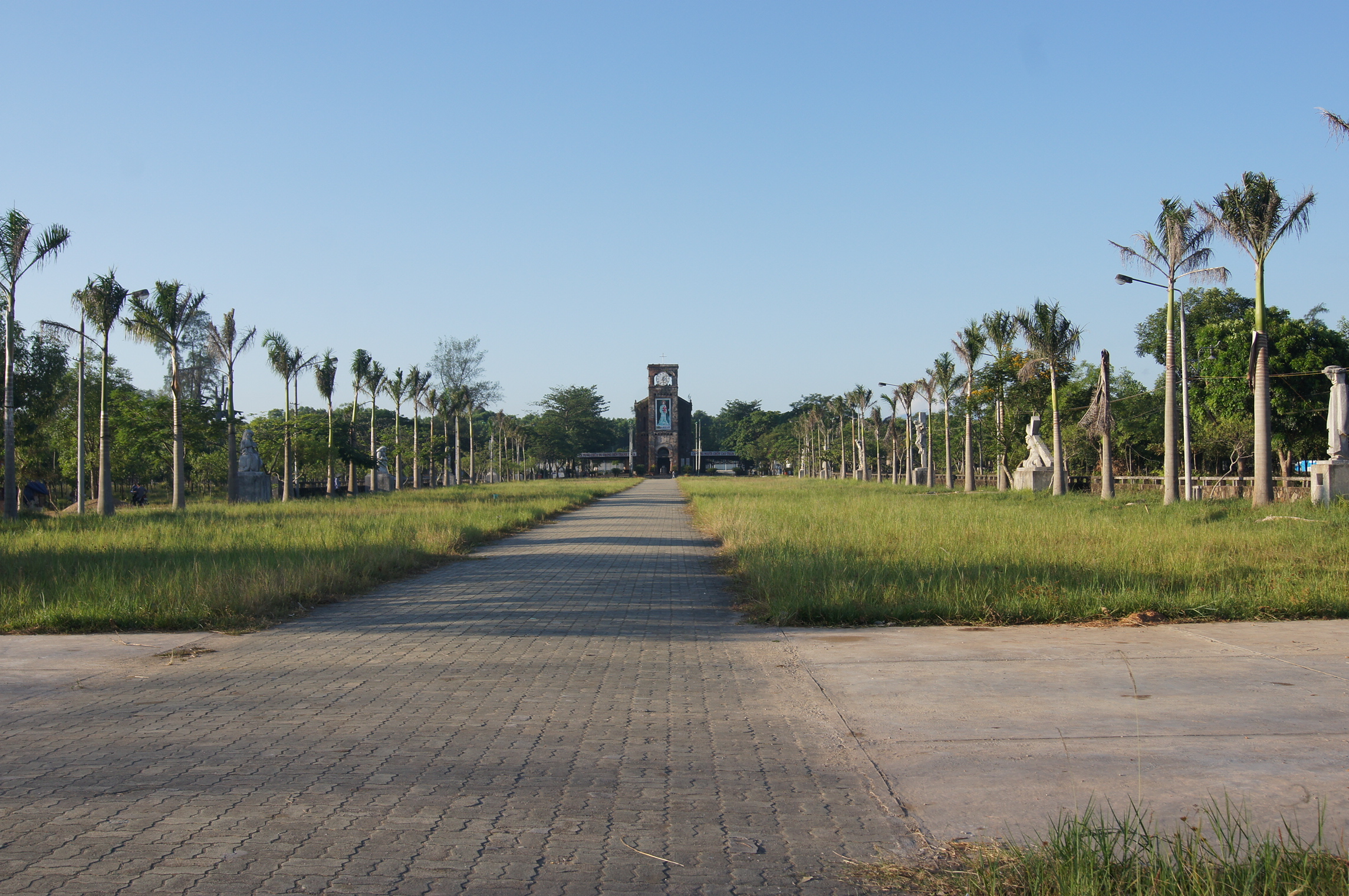
L'esplanade devant la basilique.

L'église est détruite par les bombardements américains durant l’offensive de Pâques lancée par le Nord-Vietnam durant l'été 1972. Il n'en reste que le clocher.
Jean-Paul II exprime publiquement le 19 juin 1998 après la cérémonie de canonisation des 117 Martyrs du Viêt Nam, son désir de la voir reconstruite "dans un climat de liberté et de paix (...) de sorte que ce sanctuaire puisse favoriser l'unité nationale et le progrès civil et moral du pays" , reconnaissant l'importance de ce lieu pour l'histoire du christianisme de ce pays. Il écrit dans ce sens le 16 juillet 1998 à Étienne Nguyễn Như Thể (en), évêque de Hué. Ce dernier n'avait pu se rendre à Rome pour la cérémonie, n'ayant pas reçu de passeport des autorités civiles communistes.  Le 15 aout de la même année 1998 70000 fidèles commémorent le 200e anniversaire des apparitions de la Vierge-Marie, à La Vang. 
Les terrains du sanctuaire sont restitués à l’Église en 2008, et le 15 août 2012 les premières pierres du nouvel édifice sont posées, en présence du président de la Conférence épiscopale du Vietnam, Pierre Nguyên Van Nhon, du représentant du Saint-Siège au Vietnam, Leopoldo Girelli, de l’archevêque du lieu, de seize évêques, de centaines de prêtres et de plus de 200 000 pèlerins.
Notre-Dame de La Vang est révérée dans de nombreuses communautés paroissiales vietnamiennes du monde et plusieurs églises portent son nom.